# Palpomyia venetiae
Palpomyia venetiae is een muggensoort uit de familie van de knutten (Ceratopogonidae). De wetenschappelijke naam van de soort is voor het eerst geldig gepubliceerd in 1952 door Harant, Huttel & Huttel.